# 티파니에서 아침을 (소설)
티파니에서 아침을(영어: Breakfast at Tiffany's)은 1958년 미국의 소설가 트루먼 커포티가 발표한 단편소설이다. 1940년대 초를 배경으로, 맨해튼 어퍼이스트사이드의 한 아파트에 세들어 사는 시골 출신의 젊은 여성 홀리 골라이틀리의 삶을 그리고 있다. 1961년 오드리 헵번, 조지 퍼파드 주연의 영화로 제작되었다. 